# ふるさと毛陽
ふるさと毛陽（ふるさともうよう）は北海道岩見沢市にある公営のレクリエーション施設群。

## 概要
施設が立地する毛陽町は起伏のある丘陵地帯であり、古くからリンゴを中心とした果樹栽培が盛んな土地だった。しかし東西を挟む形で隣接する旧栗沢町美流渡・万字地区の石炭産業が衰退し、それに伴う国鉄万字線の廃線で流動人口が激減。そこへ全国的に問題となっている農家の高齢化・後継者不足も重なり、著しい活力低下が危惧された。
そうした状況に対処するため、毛陽地区を含む岩見沢市東部丘陵地帯の雇用拡大・人口定着などの活性化を目的に、閉校して間もない市立毛陽小学校の跡地などを利用して開設された。毛陽町の地域特性を踏まえて農産物や自然を前面に打ち出しており、周囲も北海道らしい大自然の風景が広がる。どの施設も木造または木目調で建設されており、周辺の風景との調和に対する配慮も見える。
当初はメープルロッジと毛陽コロシアムの2施設で運営していたが、1997年制定の北海道農業・農村振興条例に基づいて翌1998年に毛陽交流センターが開設された。

## 沿革
- 1992年（平成4年）3月31日 - 岩見沢市立毛陽小学校閉校。
- 1994年（平成6年）
  - 10月9日 - 温泉宿泊施設「スパ・イン メープルロッジ」オープン[1]。
  - 12月1日 - 体育館「毛陽コロシアム」オープン[2]
- 1998年（平成10年）4月1日 - 毛陽交流センターオープン。
- 2018年（平成30年）4月1日 - 「スパ・イン メープルロッジ」を「ログホテル メープルロッジ」に改名しリニューアルオープン、グランピングエリア開設。
- 2019年（平成31年）4月 - ポタジェエリア「毛陽ポタジェの里」開設。

## 施設
毛陽交流センター
近隣で収穫された農産物の直売、それを利用した特産品の開発を行っている施設。研修室・実習室・加工体験室も設けられている。毎年10月に開催される「毛陽・万美紅葉祭り（旧　毛陽・万字りんご祭り）」の会場としても使用される。
毛陽コロシアム
砂入りの人工芝を敷詰めた土間式の多目的体育館。
アップルガーデン
約200本をリンゴをはじめ、プラム、モモ、プルーンなどの収穫体験ができるオーナー制の観光果樹園。
テニスコート
砂入り人工芝タイプ4面と敷地を掘り込んだ最大400人収容のセンターコート1面、計5面の屋外テニスコート。
サービスハット（休止中）
自然の中でバーベキューが楽しめるほか、オリジナルのメープルアイスの販売もしている施設。
グリーンハイツ
約55,000m2に及ぶ広大な芝生広場。
散策路
ふるさと毛陽全体を一望でき、夏は路内にある「アップルブリッジ」からホタルの鑑賞もできる。
積雪期は1周約2kmの歩くスキーコースに整備され、用具の貸し出しも行われる。

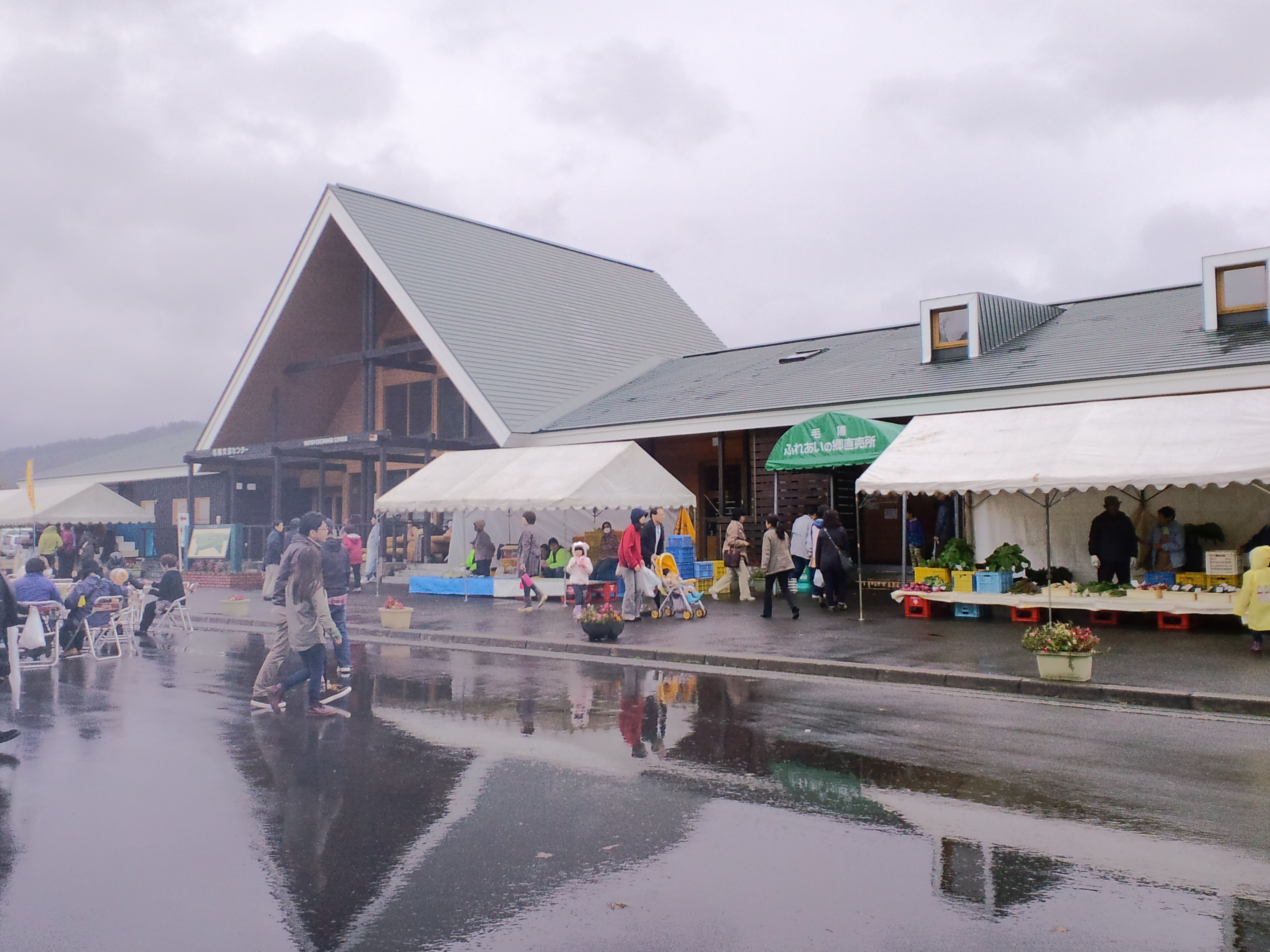
毛陽交流センター
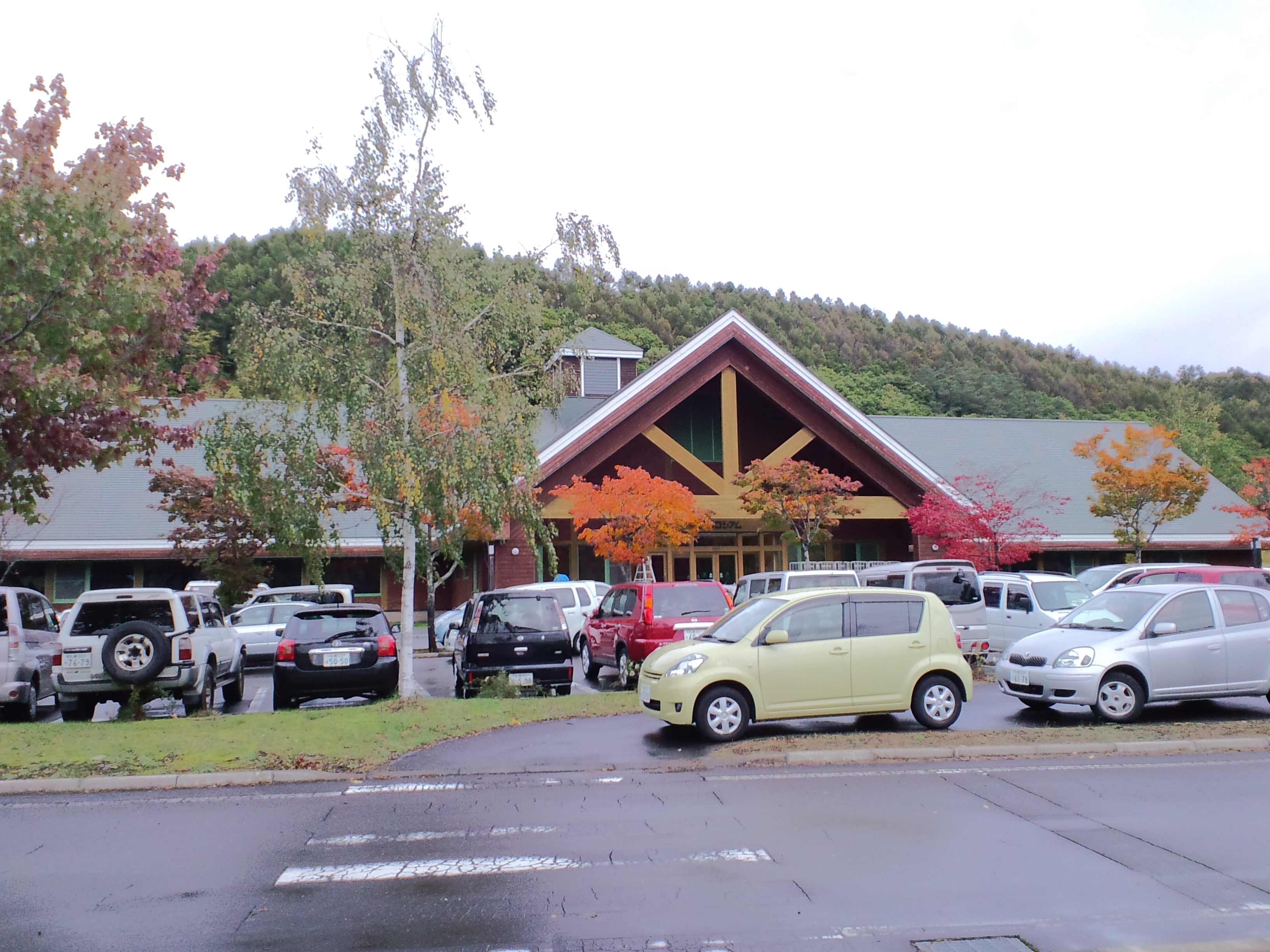
毛陽コロシアム
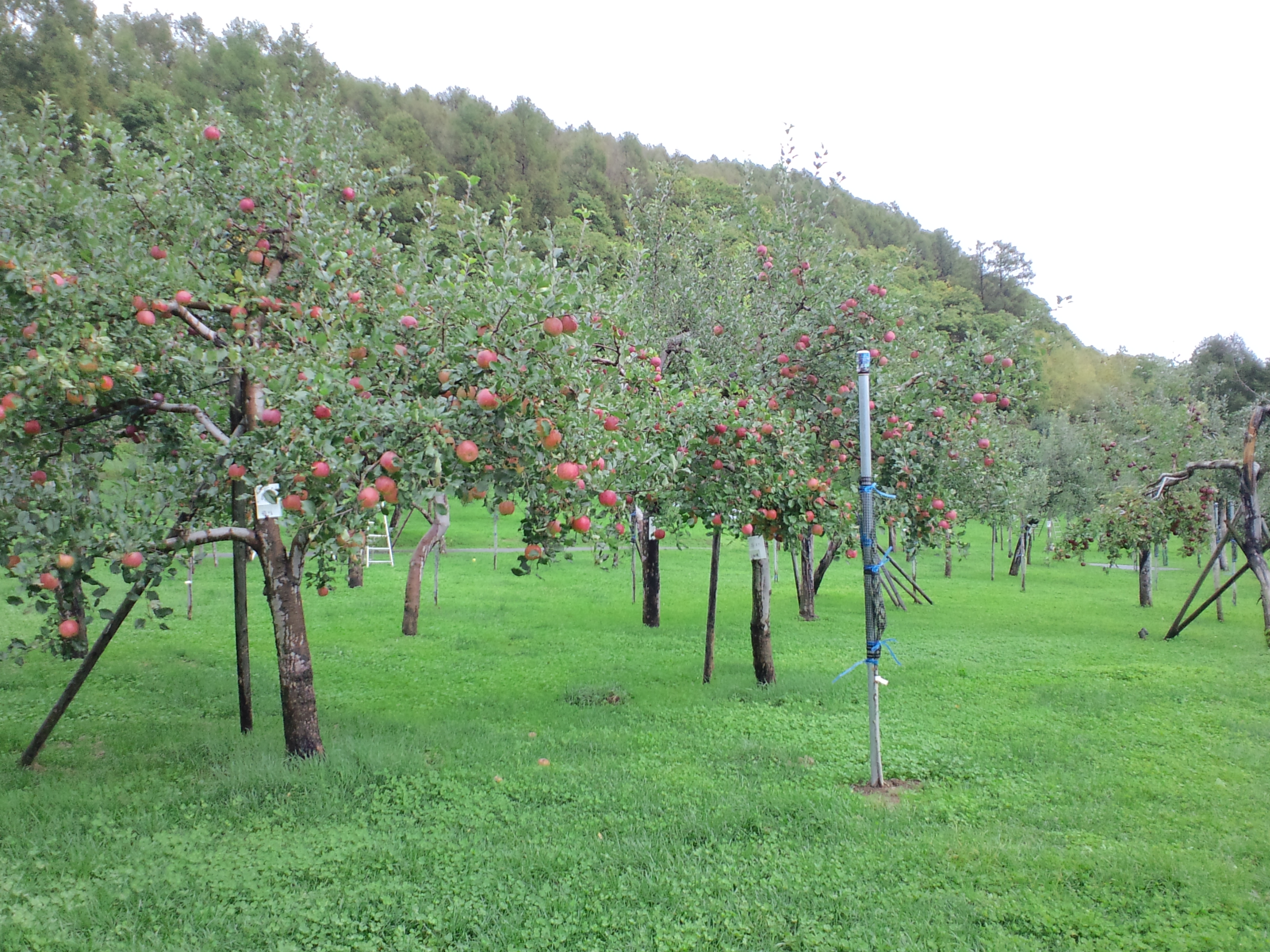
アップルガーデン
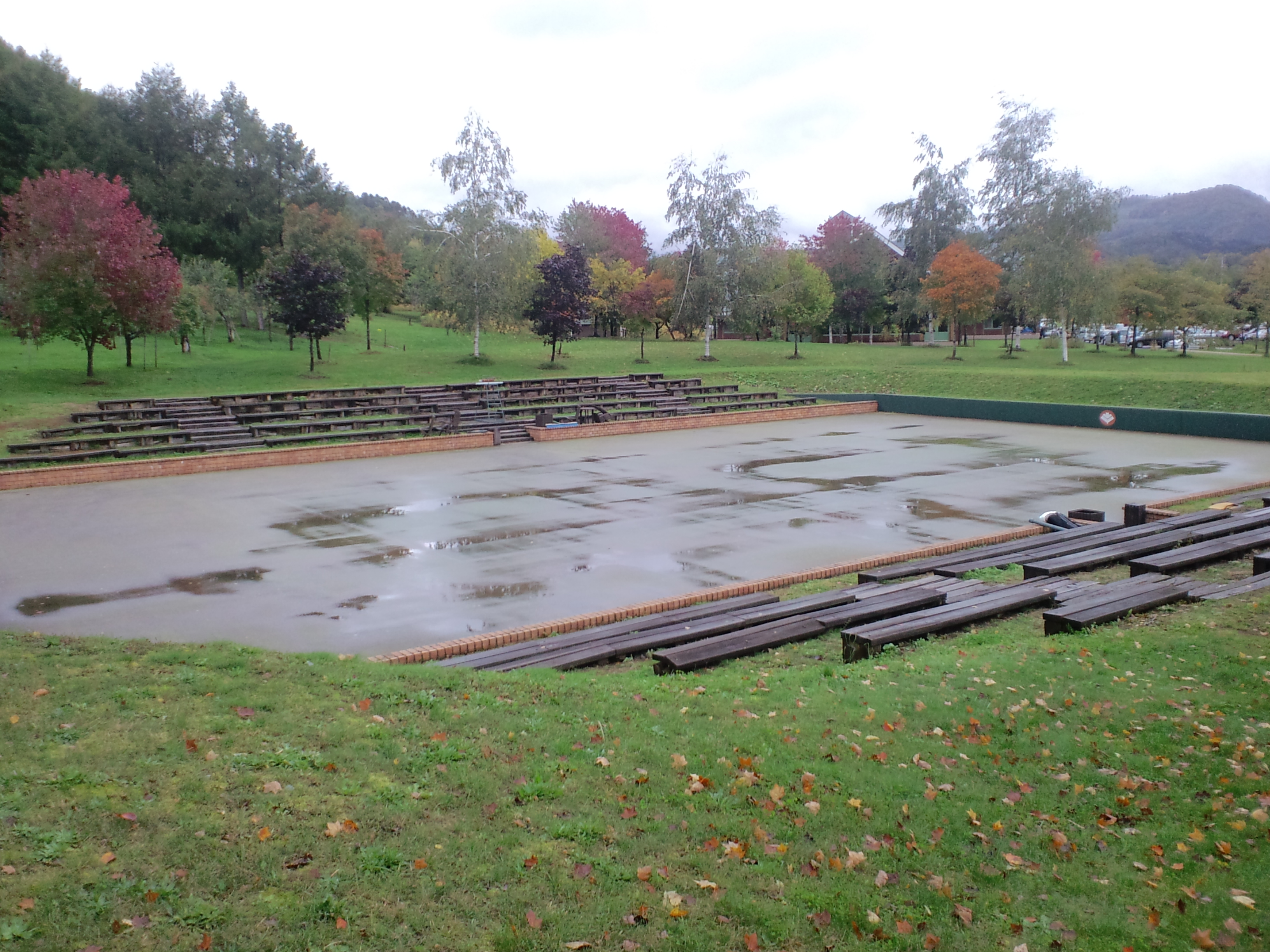
テニスコート（センターコート）
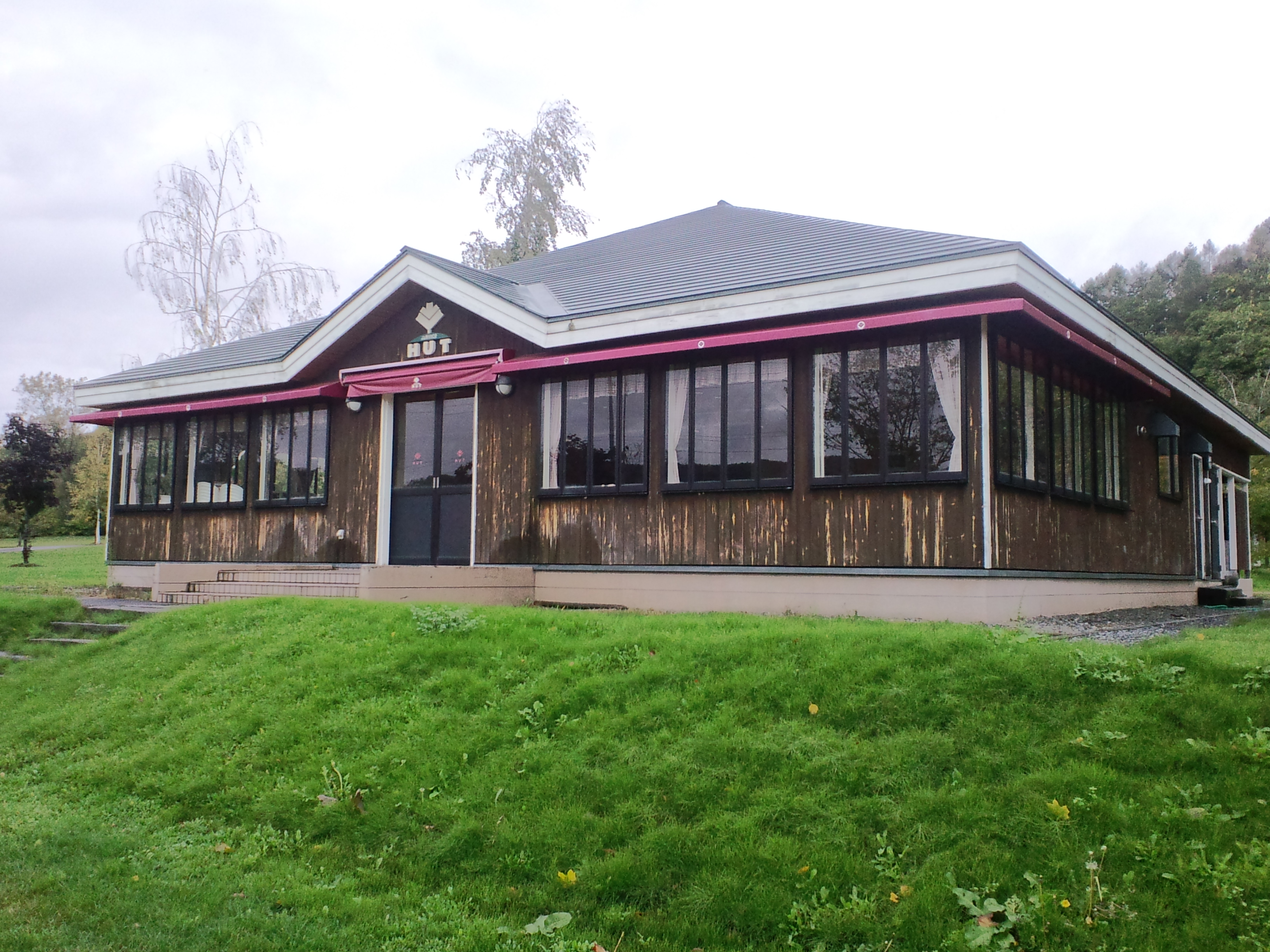
サービスハット
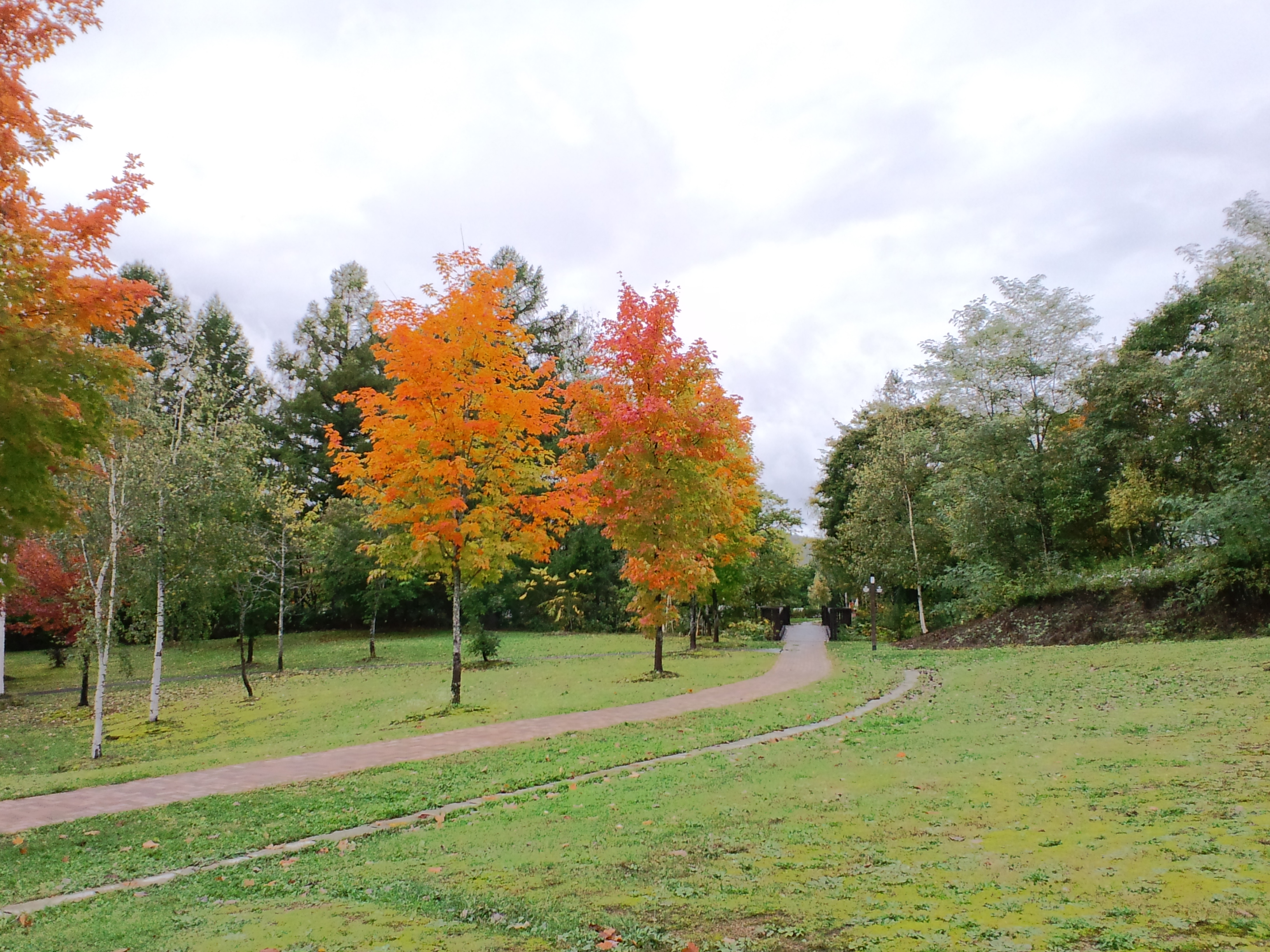
散策路

### ログホテル メープルロッジ
ふるさと毛陽のセンターハウスとしての役割を持つログハウス風ホテル。名前はカナダ産木材を使用した（カナダの国旗にはカエデの葉が描かれている）事と、敷地にカエデの樹が多く生えていた事に由来する。
慢性皮膚病や神経痛に効能があるナトリウム炭酸水素塩泉の温泉、フィンランド式の本格サウナ、パーティーや企業研修などに利用できる貸室を備える。客室はツインルームとファミリールーム（4人部屋）が各6室、デラックスツインルーム2室、およびコテージ2棟の計16室。またレストランのメニューや売店の商品には地元産素材をふんだんに使用しており、開設目的の「都市と農村の交流」に恥じないものとなっている。
なお、敷地内の一角には開業の2年前に閉校した市立毛陽小学校を偲ぶ記念碑も建てられている。
開業当初は「スパ・イン メープルロッジ」の名称で営業されていたが、2017年10月からのリニューアル工事を経て2018年4月より「ログホテル メープルロッジ」として再開業した。

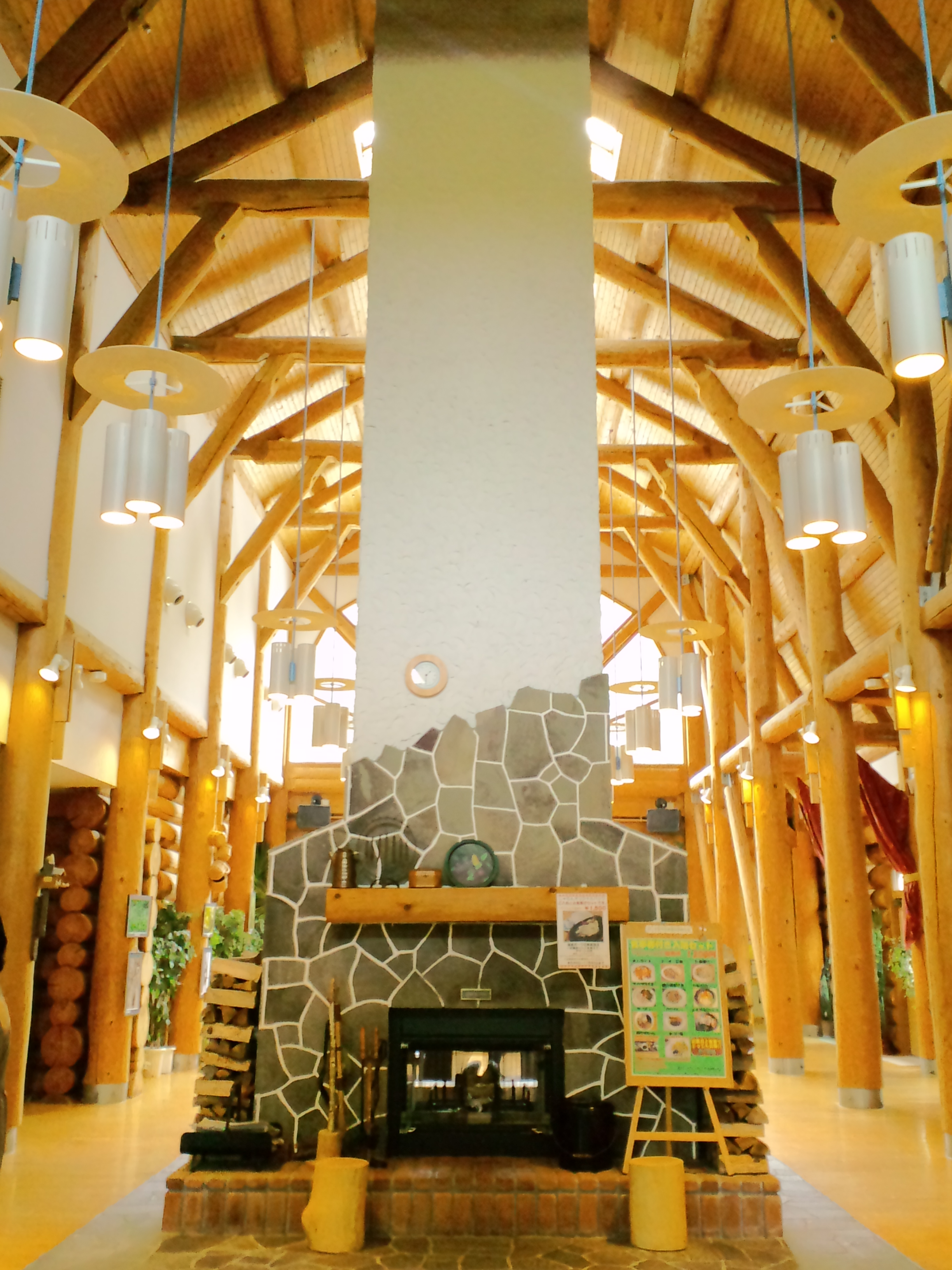
ロビー
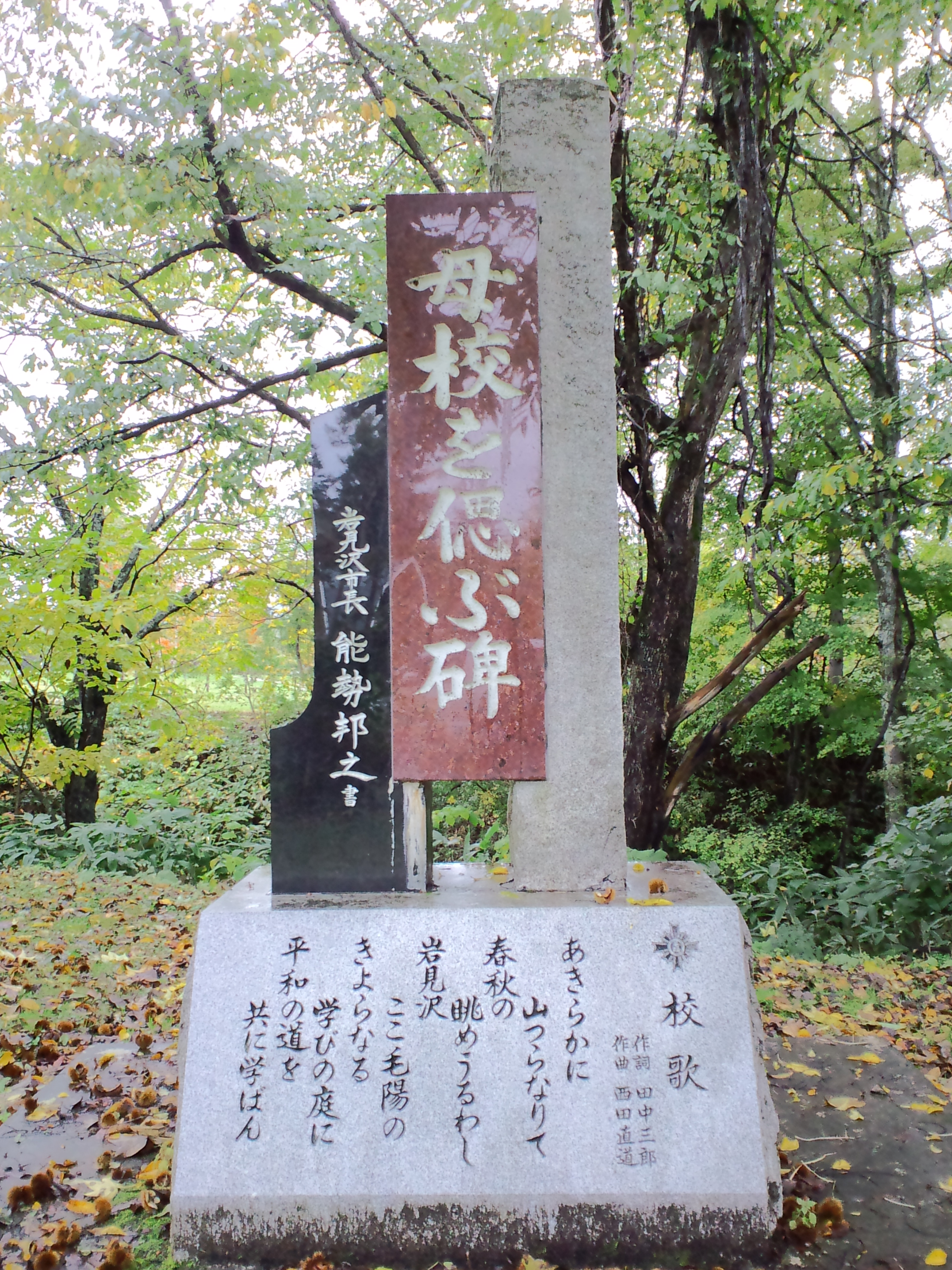
旧毛陽小学校の碑

## アクセス
中央バス[13]万字線で「メープルロッジ前」または「毛陽交流センター」で下車。